# Helenin
Helenin – kolonia wsi Dominiczyn w Polsce położona w województwie lubelskim, w powiecie włodawskim, w gminie Stary Brus.
Wieś należy do rzymskokatolickiej parafii św. Andrzeja Boboli w Wytycznie.
W latach 1975–1998 kolonia administracyjnie należała do województwa chełmskiego.